# 伊朗伊斯兰共和国的刑讯逼供
在伊朗伊斯兰共和国，“刑讯逼供”是指安全机构和军方机构实施的一系列物理和心理手段。1979年伊朗伊斯兰革命以来，伊朗神权当局经常通过威胁、恐吓、人格羞辱和酷刑，对持不同政见者施加压力，逼迫他们在电视节目上认罪，尽管《伊朗伊斯兰共和国宪法》明确禁止为获取供词或证词而施加酷刑。
2023年9月，伊朗国家广播电视台前高层人员易卜拉欣·达鲁盖扎德在第一频道的一档直播节目中表示：“如果我是负责人，我不会允许播放关于塞皮德·拉什努的强迫认罪片段。”这是伊朗伊斯兰共和国历史上首次有前官员在国家电视台中公开提到“刑讯逼供”并承认其发生。